# Jermaine Jackson
Jermaine Jackson   (Gary, 11 de desembre de 1954) és un cantant, baixista i compositor nord-americà d'urban, soul i quiet storm. És el quart germà de la família Jackson. També és conegut com a Muhammad Abdul Aziz des que es va convertir a l'Islam en la dècada dels 80. És el quart dels nou fills de Katherine i Joseph Jackson. Baix i vocalista de The Jackson 5, Jermaine va deixar el grup després del seu canvi de casa discogràfica (de Motown a CBS) a mitjans dels 70, sent reemplaçat pel seu germà menor Randy. No obstant això, va tornar al grup el 1984 per la seva reeixida gira "Victory". Jermaine també va assolir la fama per gravar diversos duetos amb la cantant Whitney Houston en els seus primers anys com a solista. El seu èxit més gran va ser "When the Rain Begins to Fall" cantat a duet el 1984 amb l'actriu i cantant Pia Zadora.

## Carrera musical

### Inicis en la infantesa
Mentre el seu pare treballava llargues hores com un operari de grua, Jermaine i els seus germans Tito i Jackie practicaven les seves pròpies cançons, de vegades amb la guitarra del seu pare. Una nit, després que Tito va trencar accidentalment una corda de l'instrument del seu pare, el trio va haver de confessar com practicaven fins tard a la nit. Joe, per enuig, va ordenar als nois demostrar la seva mestria musical. Impressionat, va reconèixer el potencial dels nens i va començar a encoratjar-los a tocar i cantar en grup. Jermaine i els seus dos germans grans van començar The Jackson Brothers el 1964. A la fi de 1965, els germans menors de Jermaine, Marlon i Michael també s'havien unit, creant The Jackson 5.

### The Jackson 5
Jermaine i els seus germans assajaven llargues hores i actuaven en diversos clubs nocturns de classe baixa abans de assegurar-se un lloc en el famós concurs Amateur Night al Teatre Apollo a Harlem, Nova York. El grup va guanyar el concurs, impressionant al productor de la Motown Berry Gordy, qui va lliurar a al grup un contracte discogràfic el 1968. El grup es va convertir en un gran èxit, i els seus quatre primers èxits va anar directament al número 1 en les llistes de Billboard.

### Carrera com a solista
El 1972, quan estava encara amb The Jackson 5, Jermaine va començar una carrera en solitari traient l'àlbum Jermaine. Un any més tard, es va casar amb la filla de Berry Gordy, Hazel.
Quan The Jackson 5 va deixar Motown per la CBS records, Jermaine va trencar amb el grup i es va mantenir lleial a la Motown. Això va suposar la dissolució de la banda de The Jackson 5, i els altres quatre components van fundar The Jacksons al costat de l germà petit Randy.
Jermaine Jackson es va casar amb la filla de Berry Gordy, director de Motown, Hazel Gordy. A Motown va aconseguir els seus dos primers èxits en solitari: Daddy 's Home (1972) i Let' s Be Young Tonight (1975). Es va unir artísticament a Stevie Wonder, el qual va escriure per a ell el hit Let 's get serious, que va portar a Jermaine al capdamunt de les llistes, fins i tot podent competir amb el seu germà Michael.
El 1982 després d'aconseguir el hit Let Me Tickle Your Fancy va abandonar Motown, per signar el 1983 amb Arista. El 1984 va aconseguir elevar a l'èxit dels senzills Do What You Do i Dynamite. Aquest mateix any va realitzar amb The Jacksons el tour Victory.
El 1984 va tenir un altre èxit amb Pia Zadora: la cançó "When The Rain Begins to Fall", que va tenir mitjans resultats als Estats Units però va triomfar a Europa.
El seu últim èxit data de 1991: Word to the Badd. També van ser corrents seves col·laboracions amb Whitney Houston, sent un dels seus principals suports quan va començar la seva carrera a principis dels 80.

### Jermaine Jackson també va cantar en castellà
Durant els anys 1984 i 1985 la seva popularitat va ser tant gran que era considerat el germà més famós de Michael Jackson. Temes com "Dynamite" i "When the rain begins to fall" van cridar l'atenció del públic jove llatí pel que va ser convidat a col·laborar en un duet amb la cantant veneçolana de pop-rock Melissa. El tema es va titular "Confesiones". La cançó i el respectiu vídeo va ser gravats en els estudis Sound Castle de Los Angeles, Califòrnia el gener de 1986. Va ser el primer senzill promocionat de l'àlbum Melissa III de la mencionada vocalista. La balada es va ubicar en els primers llocs de diversos països hispans.

## Vida personal
Es va declarar als mitjans de comunicació com a musulmà el 1989.
En declaracions després de la mort del seu germà Michael va dir: "Michael, Alà sempre estarà amb tu".
El 15 de desembre de 1973, Jackson es va casar amb Hazel Gordy Alegria, la filla del fundador de Motown Records, Berry Gordy. La parella va tenir tres fills: Jermaine La Jaune "Jay" Jackson Jr. (nascut el 27 de gener de 1977), Autumn Joi Jackson (nascuda el 10 de juliol de 1978) i Jaimy Jermaine Jackson (nascut el 17 de març de 1987) .
Jackson va tenir una relació adúltera que va començar el 1986 amb Margaret Maldonado durant el seu matrimoni amb Hazel. Després del seu divorci de Gordy el 1988, Jackson va començar a viure amb Maldonado i va tenir dos fills amb ella: Jeremy Maldonado Jackson (nascut el 26 de desembre de 1986) i Jourdynn de Michael Jackson (nascut el 5 de gener de 1989).
Després de separar-se de Maldonado, Jackson va començar una relació amb Alejandra Genevieve Oaziaza, que havia tingut dos fills amb el seu germà, Randy: una filla, Genevieve, i un fill Steven Jr Oaziaza va tenir tres fills amb Jermaine: Donte Randall Jackson (adoptat, nascut el 13 de juny de 1992), Jaafar Jeremies Jackson (nascut el 25 de juliol de 1996) i Jermajesty Jackson (nascut el 3 d'octubre de 2000). Jackson i Oaziaza es van divorciar en 2003.
Jackson va conèixer a Halima Rashid, nativa de Afganistan, mentre estava a la cua d'un Starbucks el gener de 2004. El març de 2004 li va proposar matrimoni, i a l'agost de 2004 es van casar en una mesquita a los Angeles, on vivien. Després d'un episodi de violència domèstica, Rashid va sol·licitar el divorci en 2016.
En total, Jackson té vuit fills: tres amb la seva primera esposa, Hazel, dos de la seva relació amb Margaret i tres amb la seva segona esposa, Alejandra.
El 1989, després d'un viatge a Bahrain, Jermaine Jackson es va convertir a l'islam.
El 6 de novembre de 2012, Jackson va presentar una petició de canvi de nom a Los Angeles, de Jermaine LaJaune Jackson a Jermaine Jackson, indicant el canvi va ser per "raons artístiques". El seu cognom es va convertir oficialment "Jackson" el 28 de juny de 2013.

## A la cultura popular
En la dècada de 1980, Jermaine Jackson va ser estrella convidada en un episodi de "Els Fets de la Vida".
Jackson va ser interpretat per Jason Griffith en la pel·lícula de 2004 "Man in the mirror: The Michael Jackson Story". El fill de Jermaine, Jermaine Jackson Jr., va retratar al seu pare el 1992 a la minisèrie "The Jacksons: An American Dream".
El 2010, en "Saturday Night Live", Jackson va ser retratat per Kenan Thompson.

## Paraules de Jermaine en veure a Michael mort
Jermaine va comentar en públic al programa matutí "Today" de la cadena NBC, que quan va veure per primera vegada mort al seu germà en una habitació de l'hospital li va besar el front i va desitjar ser ell el mort. 

## Filmografia
- Save the Children (1972), els Jackson 5 apareixen a la banda sonora de la pel·lícula.

## Compromís humanitari
Jermaine Jackson és el fundador i president de la Fundació Cuidar la Terra International158, el treball d'aquesta organització mundial se centra en la lluita contra els problemes associats amb el virus de la SIDA i l'epidèmia a tot el món. També està involucrat en diversos projectes de caritat i ha treballat en projectes per ajudar els nens orfes de tot el món. Entre d'altres països, ha visitat Bangladesh, com a part del seu treball per recaptar fons i ajudar els nens.

## Premis i reconeixements artístics
- 1970: L'Associació Nacional per a l'Avanç de la Gent de Color Image Award el nomena el millor cantant de la banda. Diary Sixteen Magazine en els seus guardons anuals Premi Estrella d'Or, concedeix el premi com la millor banda de l'any als Jackson 5 i al millor disc de l'any per II be there  (1970).
- 1971: L'associació nacional d'arts li concedeix el premi als Jackson 5 per la millor cançó pop de l'any per  ABC.
- 1972: El congrés dels Estats Units concedeix una menció especial als Jackson 5 com a exemples positius per als joves.
- 1973: Jermaine rep una nominació al premi Grammy a la millor interpretació vocal masculina de R & B.

## Discografia
Àlbums d'estudi

### The Jackson 5
Amb el grup The Jackson 5:

The Jackson 5 (Motown)
- Diana Ross Presents the Jackson 5 (1969)
- ABC (1970)
- Third Album (1970)
- Christmas Album (1970)
- Goin' Back To Indiana (1971)
- Greatest Hits (1970)
- Maybe Tomorrow (1971)
- Lookin' Through The Windows (1972)
- Skywriter (1973)
- Get It Together (1973)
- Dancing Machine (1974)
- Moving Violation (1975)

The Jacksons (CBS)
- Victory (1984)
- 2300 Jackson Street (1989)

### En solitari
| Any  | Títol de l'àlbum         | Discogràfica | Cançons |
| ---- | ------------------------ | ------------ | --- |
| 1973 | Come into my life        | Motown       | 1. Sitting On The Edge Of My Mind, 2. You're In Good Hands, 3. I Need You More Now Than Ever, 4. If You Don't Love Me, 5. A Million To One, 6. The Bigger You Love, 7. Does Your Mama Know About Me, 8. Come Into My Life, 9. So In Love, 10. MA |
| 1976 | My name is Jermaine      | Motown       | 1. Let's Be Young Tonight, 2. Faithful, 3. Look Past My Life, 4. Bass Odyssey, 5. Who's That Lady, 6. Lovely, You're The One, 7. Stay With Me, 8. I Just Want To Take This Time, 9. My Touch Of Madness |
| 1977 | Feel the fire            | Motown       | |
| 1978 | Frontiers                | Motown       | |
| 1980 | Let's get serious        | Motown       | 1. Let's Get Serious, 2. Where Are You Now, 3. You Got To Hurry Girl, 4. We Can Put It Back Together, 5. Burnin' Hot, 6. You're Supposed To Keep Your Love For Me, 7. Feelin' Free |
| 1980 | Jermaine                 | Motown       | 1. The Pieces Fit, 2. You Like Me Don't You, 3. Little Girl Don't You Worry, 4. All Because Of You, 5. You've Changed (Interlude), 6. First You Laugh, Then You Cry, 7. I Miss You So, 8. Can I Change My Mind, 9. Beautiful Morning |
| 1981 | I like your style        | Motown       | |
| 1982 | Let me tickle your fancy | Motown       | 1. Let Me Tickle Your Fancy, 2. Very Special Part, 3. Uh Uh, I Didn't Do It, 4. You Belong To Me, 5. You Moved A Moutain, 6. Running, 7. Messing Around, 8. This Time, 9. There's A Better Way, 10. I Like Your Style |
| 1984 | Dynamite                 | Arista       | 1. Dynamite, 2. Sweetest Sweetest, 3. Tell Me I'm Not Dreamin' (Too Good To Be True) (Duet with Michael Jackson), 4. Escapade From The Planet Of The Ant Men (Featuring T. Jackson & R. Jackson), 5. When The Rain Begins To Fall (Duet with Pia Zadora), 6. Come To Me (One Way Or Another), 7. Do What You Do, 8. Take Good Care Of Heart, 9. Some Things Are Private, 10. Oh Mother        |
| 1984 | Jermaine Jackson         | Arista       | |
| 1986 | Precious Moments         | Arista       | 1. Do You Remember Me?, 2. Lonely Won't Leave Me Tonight, 3. Give A Little Love, 4. Precious Moments, 5. I Think It's Love, 6. Our Love Story, 7. I Hear Heart Beat, 8. If You Say My Eyes Are Beautiful (Duet with Whitney Houston), 9. Voices In The Dark, 10. Words Into Action |
| 1989 | Don't take it personal   | Arista       | 1. Climb Out, 2. Don't Take It Personal, 3. Look Past My Life, 4. Make It Easy On Love (Duet with Mikki Howard), 5. So Right, 6. I'd Like To Get To Know You, 7. Two Ships (In The Night), 8. Rise To The Occasion (Duet with La La), 9. (C'Mon) Feel The Need, 10. Next To You, 11. Don't Make Me Wait                                                                                       |
| 1991 | You said                 | LaFace       | 1. You Said, You Said, 2. Rebel (With A Cause), 3. I Dream, I Dream (Prelude), 4. I Dream, I Dream, 5. We're Making Whoopee, 6. Treat You Right, 7. Word To The Badd!! (Prelude), 8. Word To The Badd!! (Original Version), 9. A Lovers Holiday, 10. Secrets, 11. True Lovers, 12. Don't You Deserve Someone, 13. Word To The Badd!! (Album Version), 14. You Said, You Said (Extended Remix) |